# Obwód północnokazachstański
Obwód północnokazachstański (kaz. Солтүстік Қазақстан облысы, ros. Северо-Казахстанская область) – obwód w północnej części Kazachstanu o powierzchni 98040 km² i ludności 665800 mieszkańców. Jego stolicą jest Pietropawłowsk. Graniczy od północy z Rosją, od zachodu z obwodem kustanajskim, od wschodu z obwodem pawłodarskim i od południa z obwodem akmolskim. Powierzchnia nizinna (południowa część Niziny Zachodniosyberyjskiej); klimat wybitnie kontynentalny; ważny region rolniczy Kazachstanu; uprawa (głównie na nowiznach zagospodarowanych po 1954) pszenicy i roślin pastewnych; hodowla bydła, owiec, trzody chlewnej; przemysł maszynowy, metalowy, spożywczy, skórzany, odzieżowy, materiałów budowlanych (główny ośrodek przemysłowy Petropawł).

## Rejony
- rejon Ajyrtau
- rejon Akkajyng
- rejon Akżar
- rejon Gabit Müsyrepow
- rejon Jesyl
- rejon Kyzyłżar
- rejon Magżan Żumabajew
- rejon Mamlut
- rejon Szał akyn
- rejon Tajynsza
- rejon Timiriazew
- rejon Uälichanow
- rejon Żambył